# حوزه انتخابیه سی‌وسوم تگزاس
حوزه انتخابیه سی‌وسوم تگزاس یک حوزه انتخابیه مجلس نمایندگان آمریکا است که در ایالت تگزاس قرار دارد.